# باول مارشال (لاعب هوكي الجليد)
باول مارشال (بالإنجليزية: Paul Marshall)‏ هو لاعب هوكي الجليد أمريكي، ولد في 22 أكتوبر 1966 في كوينسي في الولايات المتحدة.

## وصلات خارجية
- باول مارشال على موقع دوري الهوكي الوطني (الإنجليزية)
- باول مارشال على موقع EliteProspects.com (الإنجليزية)
- باول مارشال على موقع Eurohockey.com (الإنجليزية)
- باول مارشال على موقع HockeyDB.com (الإنجليزية)